# Stazione di Novale di Laion
La stazione di Novale di Laion (in tedesco Bahnhof Lajen-Ried) era una stazione posta sulla ferrovia della Val Gardena, a servizio della frazione di Novale del comune di Laion.

## Storia
La fermata venne messa in servizio contestualmente all'attivazione della linea di competenza, il 6 febbraio 1916, dopo cinque mesi di lavori.
La gestione dell'infrastruttura era curata inizialmente dalle Ferrovie Regie Imperiali austro-ungariche (KuK). Nel 1918, al termine della prima guerra mondiale, il territorio della provincia di Bolzano passò sotto la giurisdizione dell'Italia: il governatore militare Guglielmo Pecori Giraldi decretò pertanto che la gestione della linea della Val Gardena (e quella delle relative stazioni) venisse affidata alle Ferrovie dello Stato.
In tale frangente la linea (nata per scopi legati alla logistica militare dell'esercito asburgico) venne fatta oggetto di alcuni interventi atti ad adibirla al trasporto di persone e merci a scopi civili. Completati i lavori, la ferrovia della Val Gardena (e con essa la stazione di Novale) fu riattivata il 5 febbraio 1919.
La stazione seguì la sorte della linea di competenza: lasciata priva di adeguati interventi di miglioramento e potenziamento, la Chiusa-Plan cessò di esistere il 28 maggio 1960. Negli anni successivi tutte le infrastrutture (fermate e stazioni incluse), ormai cadute in disuso, furono demolite.

## Strutture e impianti
La stazione era dotata di un fabbricato viaggiatori in legno; il fascio binari della linea era costituito da due rotaie (in modo da consentire l'incrocio tra treni provenienti da direzioni opposte). Lo scalo era altresì dotato di una presa d'acqua per le locomotive a vapore.
In seguito alla chiusura della linea il sedime ferroviario è stato smantellato e adibito al transito della strada statale 242 di Val Gardena e Passo Sella; il fabbricato viaggiatori è stato demolito e sul suo sito è collocata una fermata degli autobus interurbani.